# Bill Emmott

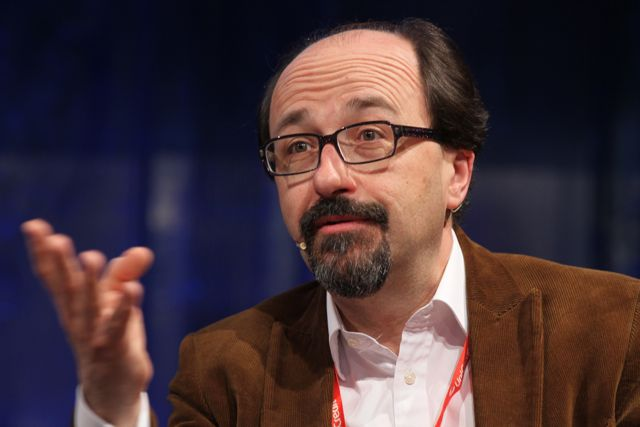
Bill Emmott

Bill Emmott es un periodista inglés nacido el 6 de agosto de 1956. 

## Trayectoria
Emmott se educó en la Latymer Upper School en Londres y en la Magdalen College de Oxford, donde estudió Filosofía, Política y Economía. Después de su graduación, trabajó para el The Economist en Bruselas, Tokio y Londres, convirtiéndose en redactor en marzo de 1993. Dimitió el 20 de febrero de 2006. Durante su mandato, la circulación de The Economist se duplicó de 500.000 a casi 1.100.000 de ventas semanales. También durante este tiempo, The Economist mantuvo una línea editorial en favor de la guerra de Irak. 
Es miembro de la Comisión Trilateral, director del UK-Japan 21st Century Group, director de Development Consultants International, una asesoría de consultores con sede en Dublín, miembro de Swiss Re Chairman's Advisory Panel, miembro de la BBC World Service Governors' Consultative Committee, y copresidente de la Canada Europe Roundtable for Business. Es especialmente conocido por haber editado varios libros sobre Japón. 
En 2010 abogó públicamente por un entendimiento más profundo entre Estados Unidos y la República Popular de China en asuntos de política internacional.

## Obra
Bill Emmott ha escrito los siguientes Superventas:
- The Sun Also Sets: Why Japan will not be number one. The Limits to Japan's Economic Power as well as 20:21 Vision: Twentieth-Century Lessons for the Twenty-First Century,
- Japanophobia: The Myth of the Invincible Japanese,
- Rivals: How the Power Struggle Between China, India and Japan Will Shape our Next Decade.